# 納波尼 (內布拉斯加州)
納波尼（英語：Naponee）是位於美國內布拉斯加州富蘭克林縣的村。

## 人口
根據2020年美國人口普查的數據，納波尼的面積為0.60平方千米，皆為陸地。當地共有人口83人，而人口密度為每平方千米138人。